# Tour of Taiyuan
Il Tour of Taiyuan (it. Giro del Taiyuan) è una corsa a tappe maschile di ciclismo su strada che si svolge ogni anno nel mese di maggio nell'area della città-prefettura cinese di Taiyuan, nella provincia di Shanxi. Creata nel 2019, fa parte del calendario UCI Asia Tour come prova di classe 2.2. In contemporanea, come corsa in linea, si svolge anche la prova femminile.

## Albo d'oro
Aggiornato all'edizione 2019.
| Anno | Vincitore                                        | Secondo                                          | Terzo                                            |
| ---- | ------------------------------------------------ | ------------------------------------------------ | ------------------------------------------------ |
| 2019 | Cameron Piper                                    | Luca Raggio                                      | Jeroen Meijers                                   |
| 2020 | non disputata a causa della pandemia di COVID-19 | non disputata a causa della pandemia di COVID-19 | non disputata a causa della pandemia di COVID-19 |